# Chanpuru 1 ~Happy Marriage Song Cover Shū~
Pour les articles homonymes, voir Marriage.
Albums de divers artistes du Hello! Project
Petit Best 9
(2008) Petit Best 10
(2009)
Chanpuru 1 ~Happy Marriage Song Cover Shū~ (チャンプル①～ハッピーマリッジソングカバー集～) est un album de reprises de chansons japonaises sur le thème du mariage, ré-interprétées par les membres du Hello! Project, sorti le 15 juillet 2009 au Japon sur le label Zetima. D'anciens groupes du H!P ont été réactivés ou recréés avec de nouveaux membres à cette occasion.

## Participantes
Chantent sur l'album, en solo ou regroupées en diverses formations, les membres de Morning Musume (Ai Takahashi, Risa Niigaki, Eri Kamei, Sayumi Michishige, Reina Tanaka, Koharu Kusumi, Aika Mitsui, Jun Jun, et Lin Lin), de Berryz Kōbō (Saki Shimizu, Momoko Tsugunaga, Chinami Tokunaga, Māsa Sudō, Miyabi Natsuyaki, Yurina Kumai, et Risako Sugaya), de Cute (Maimi Yajima, Saki Nakajima, Airi Suzuki, Chisato Okai, Mai Hagiwara, et Erika Umeda), ainsi que la chanteuse soliste Erina Mano et quelques-unes des élèves du Hello! Pro Egg (Ayaka Wada, Yūka Maeda, Kanon Fukuda, Akari Saho, Saki Ogawa, Akari Takeuchi, et Karin Miyamoto).

## Liste des titres
1. Diamonds (DIAMONDS?)
repris par High-King (chanson originale de Princess Princess ; 1989)
2. Ai wa Katsu (愛は勝つ?)
repris par Erina Mano et Cute (chanson originale de KAN ; 1990)
3. Yes, Yes, Yes (YES-YES-YES?)
repris par Aa! (chanson originale de Off Course ; 1982)
4. Tentō Chū no Samba (てんとう虫のサンバ?)
repris par Shin Mini Moni (chanson originale de Cherish ; 1973)
5. Kimi ga Iru Dake de (君がいるだけで?)
repris par Petit Moni V (chanson originale de Kome Kome Club ; 1992)
6. Heya to Y shirts to Watashi (部屋とYシャツと私?)
repris par Reina Tanaka (chanson originale de Eri Hiramatsu ; 1992)
7. Mamotte Agetai (守ってあげたい?)
repris par Risa Niigaki et Eri Kamei (chanson originale de Yumi Matsutoya ; 1981)
8. Cosmos (秋桜?)
repris par Ai Takahashi (chanson originale de Momoe Yamaguchi ; 1977)
9. Mirai Yosōzu II (未来予想図II?)
repris par ZYX-α (chanson originale de Dreams Come True ; 1989)
10. Only You (ONLY YOU?)
repris par Zoku V-u-den (chanson originale de BOØWY ; 1987)
11. Akai Sweet Pea (赤いスイートピー?)
repris par Tanpopo # (chanson originale de Seiko Matsuda ; 1982)
12. For You ... (for you…?)
repris par Lin Lin (chanson originale de Mariko Takahashi ; 1982)
13. Kanpaku Sengen (関白宣言?)
repris par Erina Mano et Berryz Kōbō (chanson originale de Masashi Sada ; 1979)
14. Sekai wa Futari no Tame ni (世界は二人のために?)
repris par Michishige, Kusumi, Mitsui et Junjun (chanson originale de Naomi Sagara ; 1969)